# Gadget Boy
Gadget Boy (Gadget Boy and Heather) est une série télévisée d'animation franco-américaine en 26 épisodes de 26 minutes, diffusée aux États-Unis entre le 10 septembre 1995 et le 3 mars 1996 en syndication. En France, la série a été diffusée à partir du 25 octobre 1995 sur M6 dans l'émission M6 Kid.
La seconde saison, intitulée Gadget Boy, détective à travers le temps ou Gadget Boy 2 (Gadget Boy's Adventures in History) en 26 épisodes de 26 minutes, a été diffusée aux États-Unis entre le 10 janvier et le 4 juillet 1998 sur The History Channel et en France à partir de 1998 sur M6 dans l'émission M6 Kid. Lors des rediffusions, les épisodes des deux séries ont été diffusés en alternance.

## Synopsis
Gadget Boy est un jeune garçon possédant différents implants bioniques qui lui permettent d'être un redoutable agent. Il fait équipe avec G9 un chien bionique et Estelle, une amie. Il s'oppose souvent à son ennemie héréditaire, Arachna, et son fidèle serviteur Boris, le vautour.
Dans la deuxième saison, Gadget Boy accomplit des missions à travers l'histoire en rencontrant des personnages célèbres.

## Fiche technique
- Réalisation : Pascal Morelli, Charley Sansonnetti
- Scénarios (supervision) : Christophe Izard, Eleanor Burian-Mohr, Jack Hanrahan, Steve Pesce d'après une idée de Andy Heyward
- Conception graphique : Pascal Morelli
- Animation : Cullen Blaine, Fred Crippin (supervision) ; Hong Ying Universe, Saeron (studios)
- Musique : Jean-Michel Guirao
- Chanson du générique interprétée par Patrice Schreider et Claude Lombard (en VF)
- Son : Gilbert Courtois ; Christophe Bourreau (bruitages) pour Bell X-1/Studio Ramses[1]
- Production : Claude Ravier
- Société de production : Gangster, DIC, France Animation, M6

## Voix françaises
- Luq Hamet : Gadget Boy
- Élie Semoun : Gadget Boy (2e voix)
- Catherine Privat : Estelle
- Roger Carel : le patron Strombolli
- Jean-Loup Horwitz : Boris
- Monique Thierry : Arachna
- Marc Alfos : Mulch
- Christian Visine : Hummus
- Stéphanie Lafforgue, Alexis Tomassian : voix additionnelles

Direction artistique : Perrette Pradier.

## Liste des épisodes

### Première saison (1995)
1. Gadget Boy au pays des momies (Raiders of the Lost Mummies)
2. Salade russe (From Russia with Gadget Boy)
3. Mystère et bulle de gomme (Don't Burst my Bubble)
4. Au pays des jouets (Gadget Boy in Toyland)
5. Trop petit mon ennemi (Gadget Boy and the Wee Folk)
6. Une toile est née (You Oughtta Be in Pictures)
7. De l'or pour les zouaves (All that Gadgets is not Glitter)
8. Dans la course (Gadget Boy and the Great Race)
9. Vogue le navire (Gadget Boy and the Ship Fools)
10. Foin de rhume (Gadget Boy and the Uncommon Cold)
11. Copie conforme Double (Double Toil and Dabble)
12. Escadrille Gadget Boy (Gadget Boy Squadron)
13. Protection rapprochée (My Gadget Guard)
14. Le Trésor de la Sierra (Gadget Treasure of the Sierra Gadget)
15. Le Gang des papys (Gadget Boy and the Dumpling Gang)
16. Le Jour où Gadget Boy s'arrêta (The Day the Gadget Boy Stood Still)
17. Statues K.O. (Monumental Mayhem)
18. Jurassic crac (Jurassic Spydra)
19. Aventures miniatures (Gadget Boy's Tiniest Adventure)
20. Bla, Bla, Gadget (Boy Power of Babble)
21. Pirates des ondes (Pirate of the Airwaves)
22. Dent pour dent (Jaws and Teeth)
23. En quatrième vitesse (Eight Hands are Quicker than Gadget Boy)
24. Votez Boris ! (Boris for President)
25. Spacio-Gadget (All Webbeb up, Nowhere to Go)
26. Vive la mariée ! (Vulture of the Bride)

### Deuxième saison (1998)
1. Le vautour s'est posé sur la lune (The Vulture Has Landed)
2. Gadget Boy au pied de la Grande Muraille (The Long and Winding Wall)
3. Gadgetolympic (For Whom the Torch Rolls)
4. Veni vidi... Vinci
5. Le Trésor de Boris-Amon
6. Combien pour ce dinosaure dans la vitrine
7. Les Aventuriers du temps perdu
8. Arctique en solde
9. Curie, Pasteur, Einstein et les autres
10. Phénicie aussi
11. Charlot et le Kid bionique
12. Boris bat de l'aile
13. Gadget Boy au pays de la soie
14. Gadget Boy et les robots
15. Boris fakir
16. Sauvons les rhinocéros
17. Un chevalier nommé Gadget Boy
18. Les Mines du roi Boris
19. Gadget Boy en Amazonie
20. Pas de fumée sans feu
21. Frankengadget (Gadget-Stein)
22. Retour vers le vautour (Back to the Vulture)
23. Gadget Boy et l'Esprit de Noël (A Gadget Boy Christmas All Around the World)
24. Gadget Boy au service de sa Majesté
25. Rio Gadget
26. Réactions en chaîne

## Chaînes de diffusions
| Pays         | Chaines                         |
| ------------ | ------------------------------- |
| France       | M6                              |
| États-Unis   | Amazin' Adventures, Toon Disney |
| Royaume-Uni  | BBC1, Cartoon Network           |
| Argentine    | Cartoon Network                 |
| Finlande     | MTV3                            |
| Inde         | Disney Channel                  |
| Italie       | Toon Disney                     |
| Irlande      | RTÉ One                         |
| L'Astronomie | Nickelodeon                     |
| Indonésie    | Spacetoon                       |
| Australie    | ABC2                            |
| Iran         | IRIB Pooya                      |

## Autour de la série
- Bien qu'aucune information officielle ne l'indique, beaucoup voit cette série comme une représentation de l'inspecteur Gadget enfant ayant déjà ses implants bioniques à cet âge, alors que dans la série d'animation originelle, il était dit qu'il se les était fait greffer à l'âge adulte, à la suite d'un accident causé en glissant sur une peau de banane. Cependant, la série d'animation originelle commettait déjà cette incohérence, en montrant Gadget avec ses implants bioniques lorsqu'il était bébé. Notons quand même que Gadget Boy n'a physiquement pas tant de chose à voir que ça avec le célèbre inspecteur (la couleur de ses cheveux et des yeux est totalement différente notamment) et que l'univers de la série est assez contemporain et donc plus moderne que la série de l'Inspecteur Gadget, ce qui rend du coup difficile de placer cette dernière chronologiquement après celle de Gadget Boy.
- L'acolyte de Gadget Boy, G9 (un chien-robot) est en réalité une référence à la série de science-fiction britannique ''Doctor Who'', où le docteur était autrefois accompagné d'un chien-robot nommé K9 (Jeu de mots car phonétiquement, cela donne K-Nine ou Canine, du fait de son apparence canine).